# Асадхуджа Муйдінхуджаєв
Асадхуджа Муйдінхуджаєв (узб. Asadxo'ja Mo`ydinxo`jayev; 8 травня 2001) — узбецький боксер, олімпійський чемпіон, чемпіон світу серед аматорів.

## Аматорська кар'єра
На чемпіонаті світу 2023 став чемпіоном.
- В 1/16 фіналу переміг Юто Вакіда (Японія) — 5-0
- В 1/8 фіналу переміг Кирила Самадурова (Білорусь) — 5-0
- У чвертьфіналі переміг Роніеля Іглесіаса (Куба) — 4-3
- У півфіналі переміг Баттумурийн Мішеелт (Монголія) — 5-0
- У фіналі переміг Дулата Бекбауова (Казахстан) — 5-0

На Азійських іграх 2022, що через пандемію коронавірусної хвороби пройшли 2023 року, програв у другому бою Дулату Бекбауову (Казахстан) і отримав бронзову медаль.
На Олімпійських іграх 2024 став чемпіоном.
- В 1/8 фіналу переміг Омара Елаваді (Єгипет) — 5-0
- У чвертьфіналі переміг Ніколая Тертеряна (Данія) — 5-0
- У півфіналі переміг Омарі Джонса (США) — 3-2
- У фіналі переміг Марко Верде (Мексика) — 5-0